# Phytomyza duplex
Phytomyza duplex är en tvåvingeart som beskrevs av Spencer 1986. Phytomyza duplex ingår i släktet Phytomyza och familjen minerarflugor.
Artens utbredningsområde är Tennessee. Inga underarter finns listade i Catalogue of Life.